# Areeirotunnel
De Areeirotunnel is een tunnel voor het wegverkeer op de Portugese autosnelweg A22 nabij Loulé, in het Portugese district Faro. De tunnel bestaat uit twee tunnelkokers onder een grote betonplaat. Een groot deel van het dak van de tunnel wordt niet (meer) gebruikt. De noordelijke tunnelkoker heeft een lengte van 96 m, de zuidelijke tunnelkoker heeft een lengte van 151 m.